# Purperbruine parasolzwam
Purperbruine parasolzwam (Lepiota fuscovinacea) is een schimmel behorend tot de familie Agaricaceae. Hij is een terrestrische (bodembewonende) saprofyt, die voorkomt op kalkrijke leem of klei in loof- of naaldbossen.

## Kenmerken
Hoed
De hoed heeft een diameter van 3-5 cm en is half bolvormig tot uitgespreid met een bultje.
Lamellen
De lamellen zijn wit tot crème.
Steel
De steel heeft een lengte van 3-6 cm en een dikte van 4-8 mm. Bovenaan is deze wollig-vlokkig met een wittige tot licht violet gestreepte ringzone. Onder de ringzone is de steel vezelig of met fijne schubjes bezet en purperbruin. 
Geur
De geur is onaangenaam en zwammig.

## Verspreiding
In Nederland komt de soort vrij algemeen tot zeldzaam voor. In Nederland staat hij niet op de rode lijst, maar in  Duitsland, Denemarken, Litouwen, Noorwegen, Zweden en Finland is dit wel het geval.

## Foto's

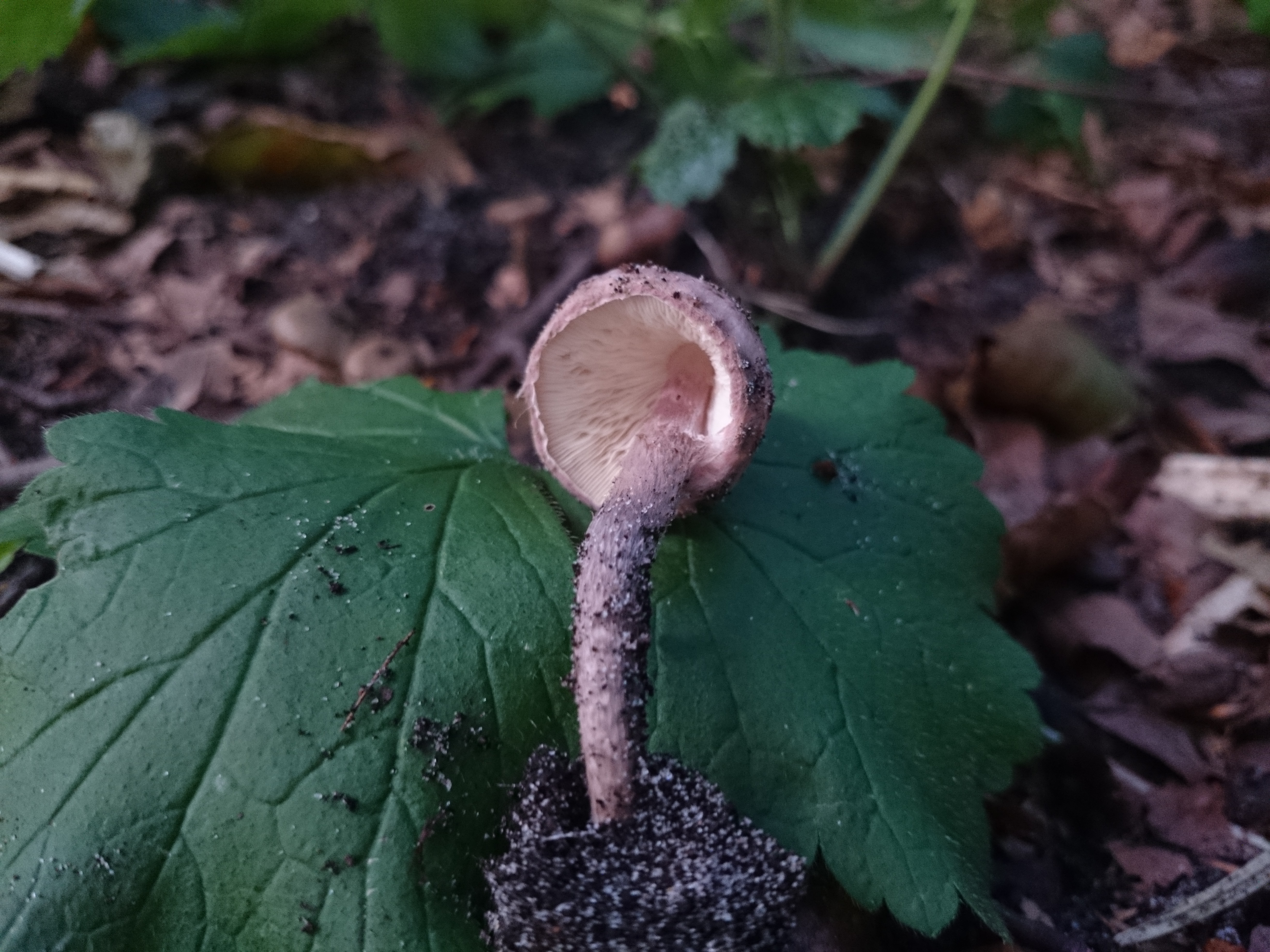
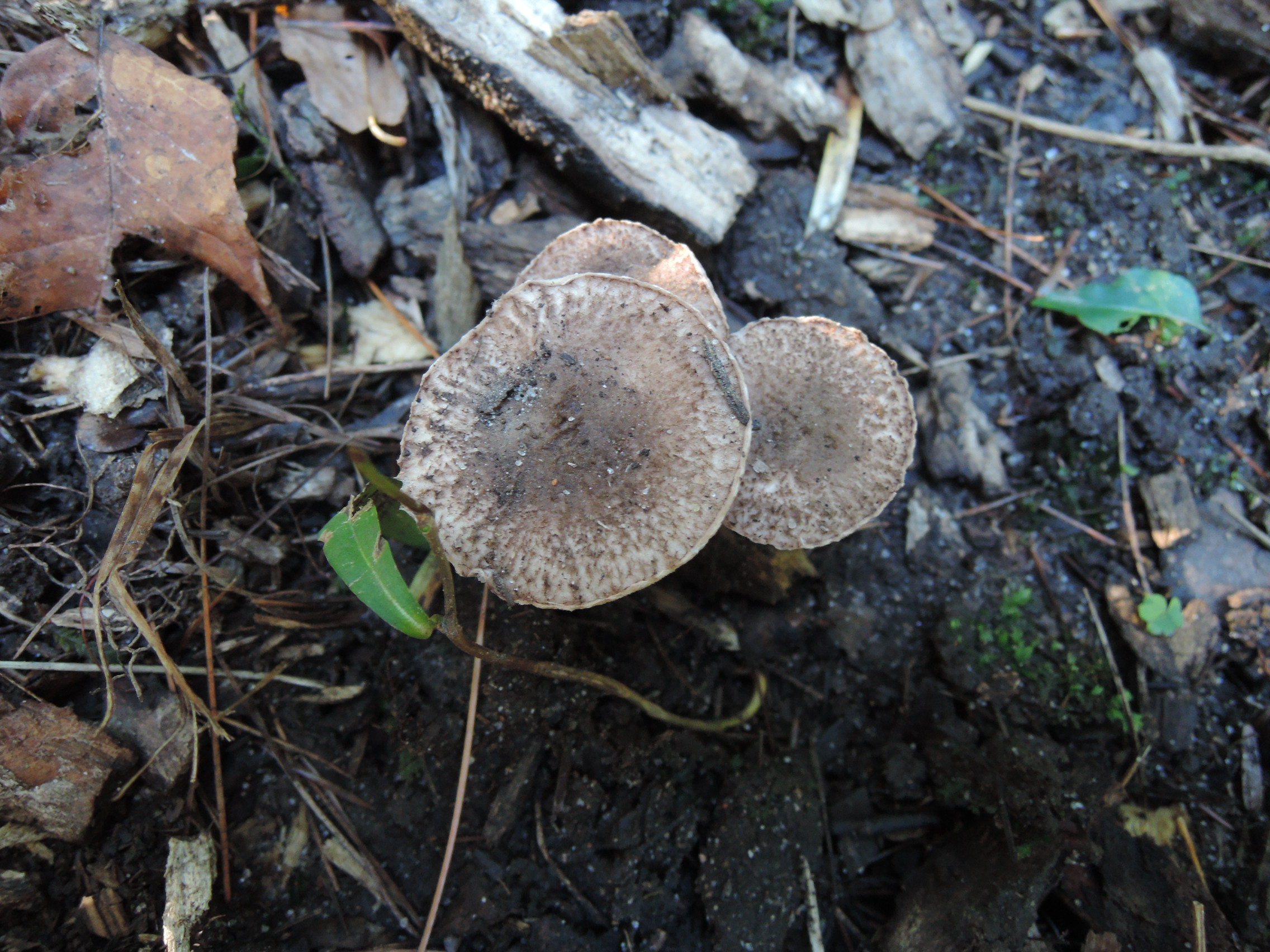
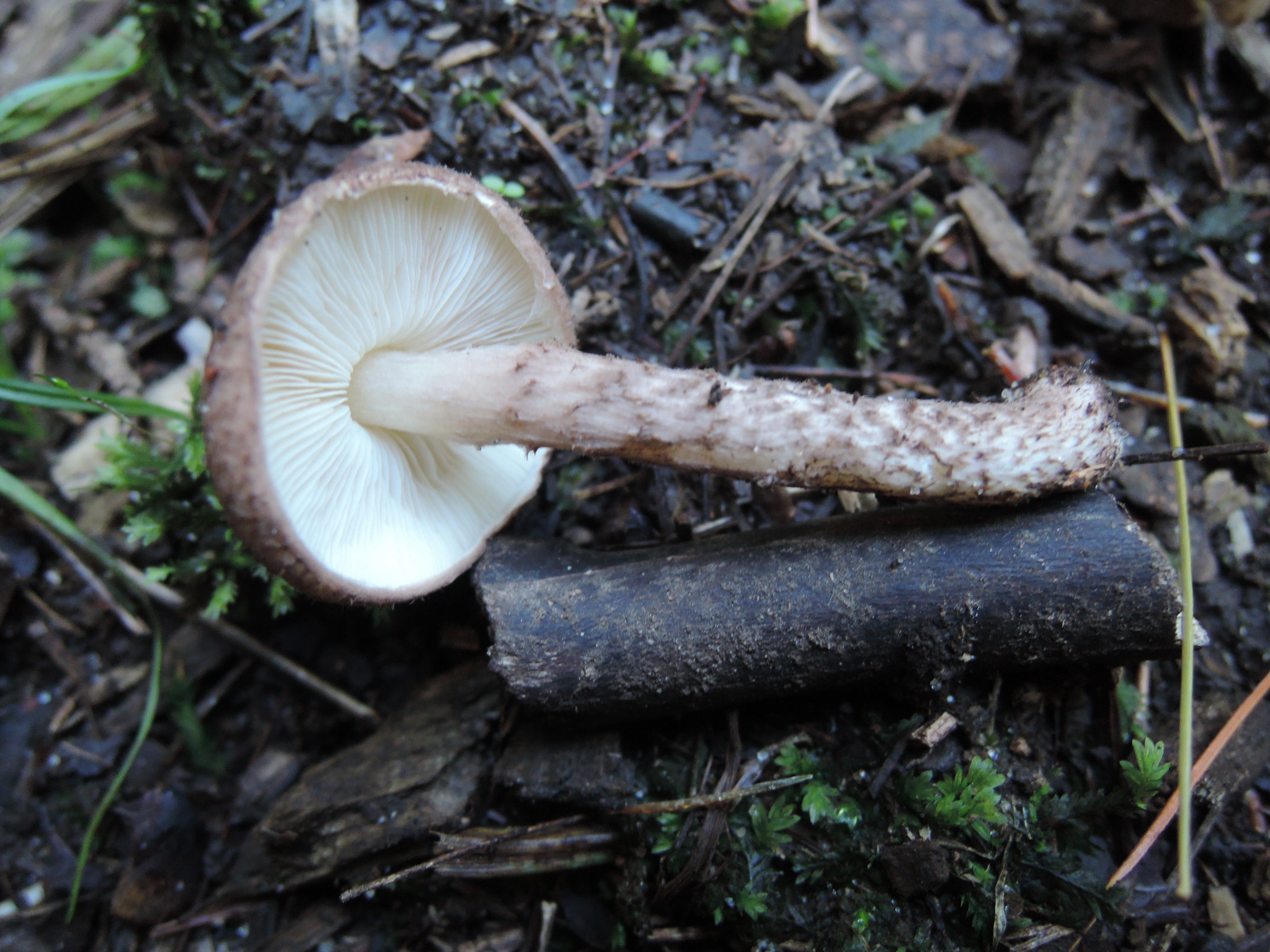